# 소방방재신문
소방방재신문(영어: Fire Prevention News)은 최기환이 1988년에 설립한 대한민국의 소방방재 분야 신문이다. 화재, 재해, 재난, 방재, 구조, 구급, 안전 분야의 뉴스를 제공한다.

## 역사
1988년 최초 소방신보로 창간하여 이듬해인 1989년 소방신문으로 제호를 변경하였다. 그 뒤 1994년 소방방재신문으로 이름 바꾸었고 현재까지 소방방재 분야의 다양한 뉴스를 전달하고 있다. 2005년에는 오프라인 신문에 이어 인터넷 '소방방재신문'을 개설하였으며 소방방재 분야의 전문 신문으로는 최초로 대한민국 대표 포털사인 네이버, 다음 등에 뉴스를 제공하는 언론으로 등록되었다.
2019년에는 소방조직 발전과 현장 소방대원 간 정보 공유를 통한 역량 강화를 목적으로 119플러스 매거진을 창간하였고 2020년에는 기존 소방방재신문과 뉴스와 119플러스 매거진의 컨텐츠를 융합하여 인터넷 뉴스를 'FPN'으로 온라인 매체명을 변경하였다.

## 분야
소방방재신문은 소방방재 분야의 정보와 대한민국의 소방조직과 화재, 재해, 재난 등 안전 관련 소식으로 이루어져 있다. 관련 분야에서 나타나는 다양한 소식과 종사자의 처우 개선, 권익 옹호, 소방산업 발전 관련 뉴스 등을 제공한다. 신문 외 발행물로는 2019년 5월 창간한 119플러스 매거진과 소방방재 분야의 산업 정보를 알 수 있는 소방방재디렉토리, 소방관계법령집 등이 있다.

## 연혁
- 1988년: '소방신보' 최초 창간
- 1989년: '소방신문'으로 제호 변경
- 1994년: '소방방재신문'으로 제호 변경
- 1999년: 소방방재 디렉토리 발간
- 2000년: 중국중앙정부 공안부 초청 방중(6/5~6/13), 중국소방시장 동향 보고회 개최
- 2001년: 중국 공안부 상해소방국 소방잡지사와 업무협정 체결
- 2004년: 제1회 대구 국제소방안전박람회 외주대행사업 수행
- 2005년: 인터넷 '소방방재신문' 뉴스 개시
- 2006년: 서울시 서초구 양재동 본사 이전
- 2007년: 제1회 119가족음악회 주최
- 2008년: 소방안전 공간확보를 위한 소화장치 시연회 주최
- 2010년: 소방용기계기구 내구연한 도입에 관한 토론회 개최
- 2012년: 대구 국제소방안전박람회 공식 미디어 파트너 협약 체결